# Kożuchów
Kożuchówⓘ (em alemão: Freystadt in Schlesien) é um município no oeste da Polônia. Pertence à voivodia da Lubúsquia, no condado de Nowa Sól. É a sede da comuna urbano-rural de Kożuchów. Historicamente, fica na Baixa Silésia.
Estende-se por uma área de 5,9 km², com 9 213 habitantes, segundo o censo de 31 de dezembro de 2021, com uma densidade populacional de 1 561,5 hab./km².

## Toponímia

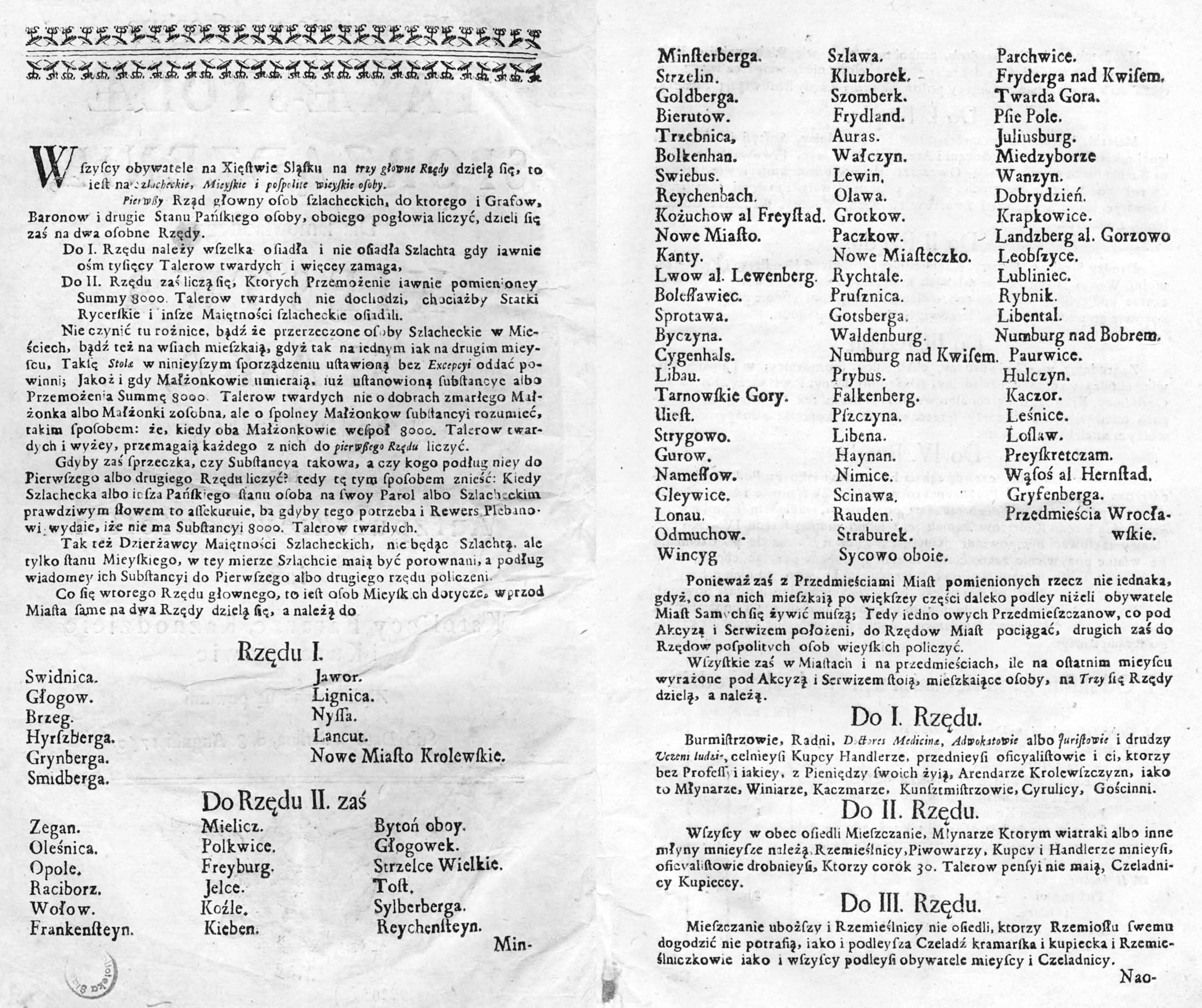
Kożuchów entre outros nomes de lugares da Silésia em um documento oficial prussiano de 1750 emitido em polonês em Berlim.

O Dicionário Geográfico do Reino da Polônia menciona dois nomes de lugares — Kożuchów e o alemão Freystadt. Em 1613, o regionalista e historiador da Silésia, Mikołaj Henel, de Prudnik, mencionou a cidade em seu trabalho sobre a geografia da Silésia, intitulado Silesiographia, dando seus nomes em latim: Freistadium, Eleutheropolis. Em 1750, o nome Kożuchów, juntamente com o alemão Freystad, é mencionado em polonês por Frederico II entre outras cidades da Silésia em um decreto oficial emitido para os habitantes da Silésia.
A cidade também recebeu nomes germanizados ao longo dos séculos, como Wriegenstadt, Friegenstadt, Freinstadt, Freystadt. O nome polonês Kożuchów foi mencionado pelo escritor silesiano Józef Lompa em seu livro “Krótki rys jeografii Szląska dla nauki początkowej”, publicado em Głogówek em 1847.

## História
Kożuchów é uma das cidades mais antigas da Baixa Silésia.
A primeira menção documentada data de 1273 (Cosuchov), embora seja provável que já existisse uma fortificação aqui na época da tribo eslava dos Dadosesani. O assentamento mercantil recebeu a condição de cidade por volta de 1291. Situada no cruzamento de rotas comerciais, a cidade cresceu rapidamente em importância. De 1397 a 1467, foi a capital de um ducado. Sua posição naquela época é enfatizado não apenas pelos direitos de cunhar moedas, mas também pelo papel que a cidade desempenhou durante a Guerra de Sucessão do Ducado de Głogów. Do século XIV ao XVI, a cidade foi um centro de fabricação de tecidos, curtume, olaria e cervejaria. O declínio da cidade ocorreu durante a Guerra dos Trinta Anos (1618–1648).
No século XIX, ela se tornou um centro industrial e comercial local, pela instalação de uma fábrica de máquinas agrícolas e uma fábrica de cerâmica. Durante a Segunda Guerra Mundial, a cidade sofreu danos significativos; em 13 de fevereiro de 1945, o Exército Vermelho entrou em Kożuchów. Após a guerra, Kożuchów foi colonizada por poloneses, principalmente aqueles expulsos das Regiões Fronteiriças Orientais.
Fragmentos significativos das muralhas defensivas, do castelo e da igreja sobreviveram até hoje.

## Localização
Kożuchów está localizada na parte sul da voivodia da Lubúsquia, no condado de Nowa Sól. O município de Kożuchów consiste na cidade de Kożuchów e em 22 vilarejos.
Nos anos de 1975 a 1998, a cidade pertencia administrativamente à voivodia de Zielona Góra.
A cidade fica na interseção de estradas provinciais:
- Estrada provincial n.º 283: Zielona Góra — Rejów (  estrada provincial n.º 292).
- Estrada provincial n.º 296: Kożuchów — Lubań
- Estrada provincial n.º 297: Nowa Sól — Pasiecznik

## Demografia
Conforme os dados do Escritório Central de Estatística da Polônia (GUS) de 31 de dezembro de 2022, Kożuchów é uma cidade pequena com uma população de 8 945 habitantes (20.º lugar na voivodia da Lubúsquia e 427.º na Polônia), tem uma área de 5,94 km² (32.º lugar na voivodia da Lubúsquia e 785.º lugar na Polônia) e uma densidade populacional de 1 505,89 hab./km² (6.º lugar na voivodia da Lubúsquia e 136.º lugar na Polônia). Nos anos 2002–2021, o número de habitantes diminuiu 4,8%.
Os habitantes de Kożuchów constituem cerca de 24,35% da população do condado de Nowa Sól, constituindo 1,81% da população da voivodia da Lubúsquia.
| Descrição                         | Total      | Total    | Mulheres   | Mulheres | Homens     | Homens   |
| --------------------------------- | ---------- | -------- | ---------- | -------- | ---------- | -------- |
| unidade                           | habitantes | %        | habitantes | %        | habitantes | %        |
| população                         | 8 945      | 100      | 4 715      | 50,8     | 4 230      | 49,2     |
| área                              | 5,94 km²   | 5,94 km² | 5,94 km²   | 5,94 km² | 5,94 km²   | 5,94 km² |
| densidade populacional (hab./km²) | 1 505,89   | 1 505,89 | 194,88     | 194,88   | 188,74     | 188,74   |

## Monumentos históricos

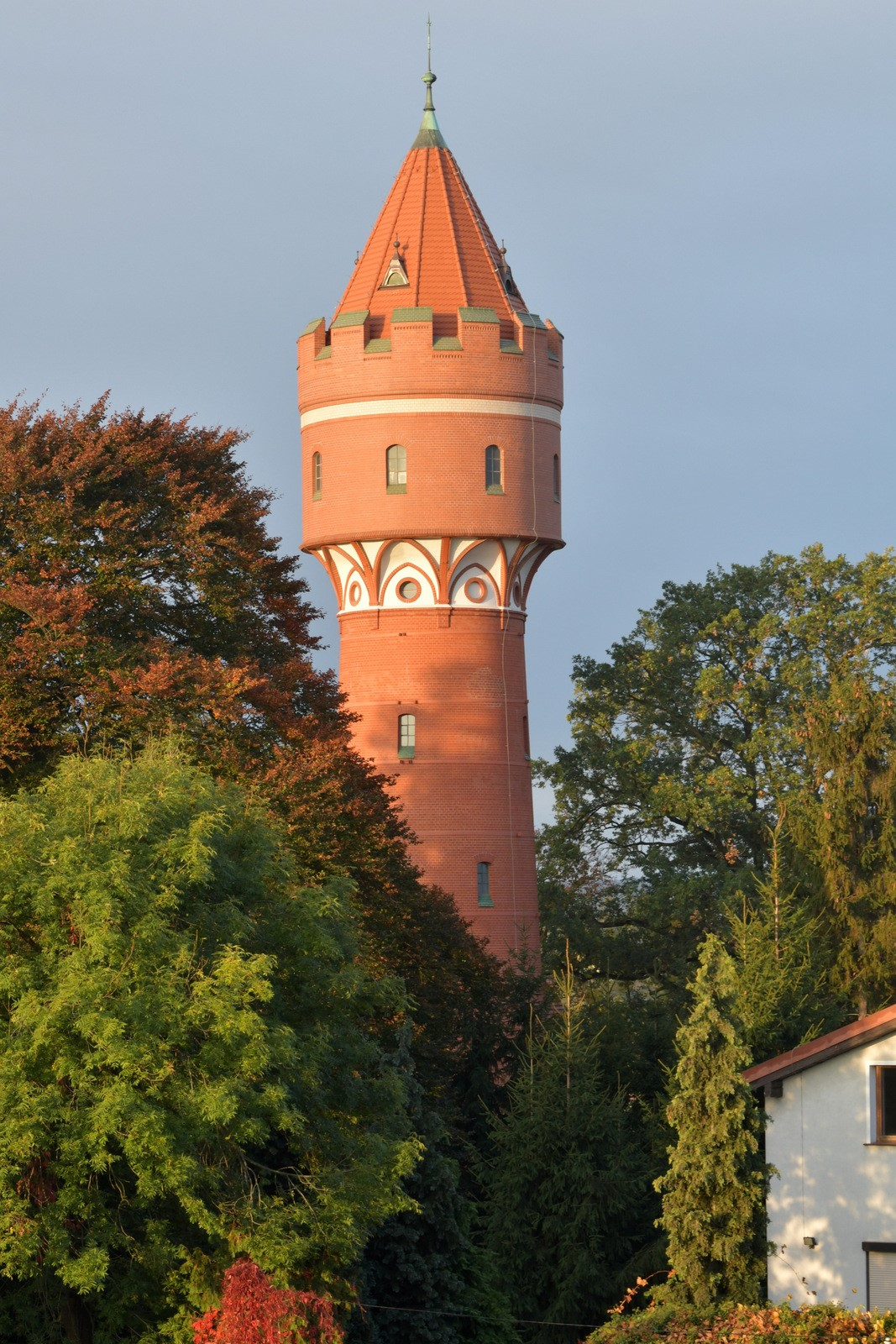
Torre de água em Kożuchów

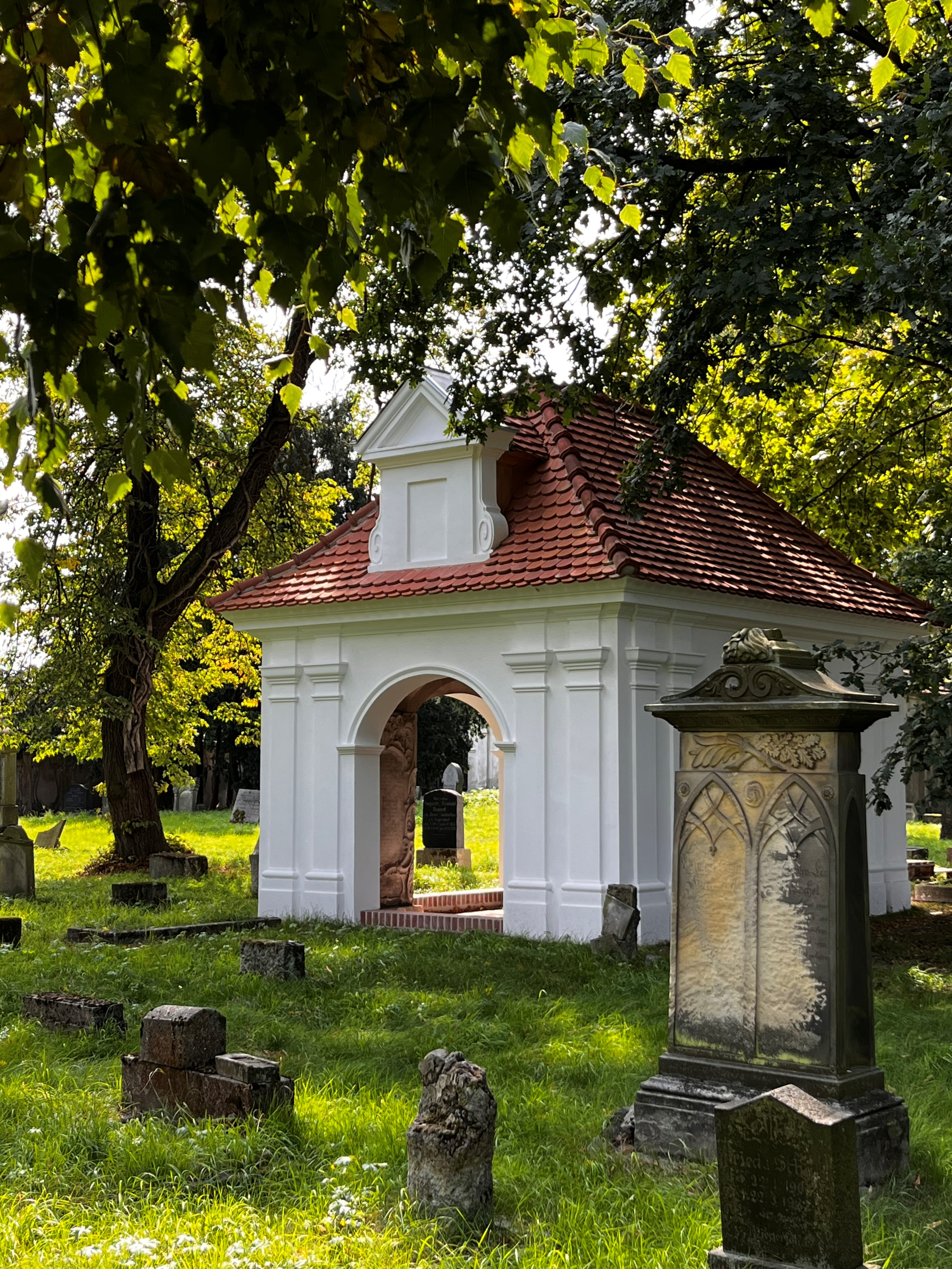
Lapidário evangélico

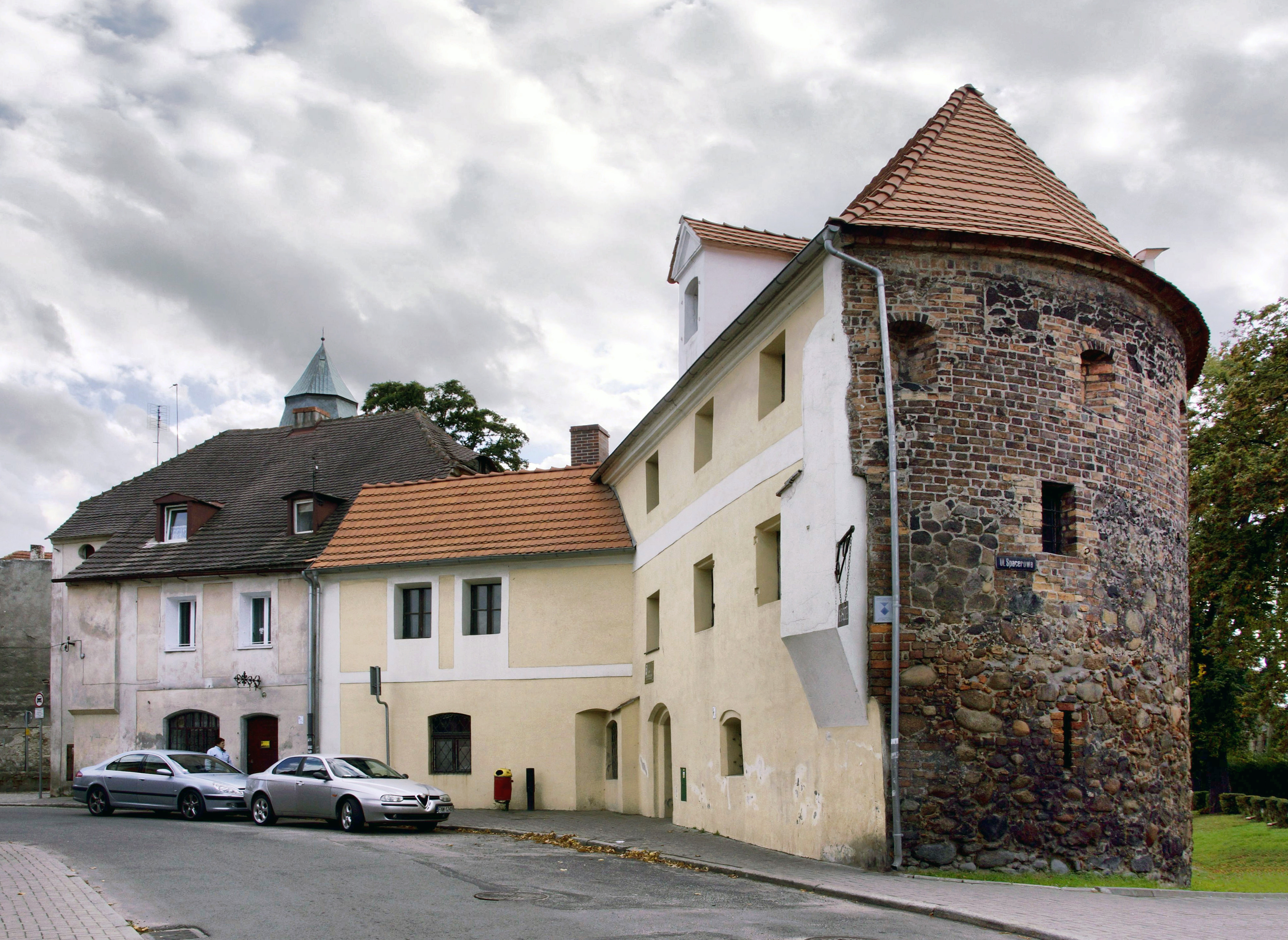
Torre de Krosno

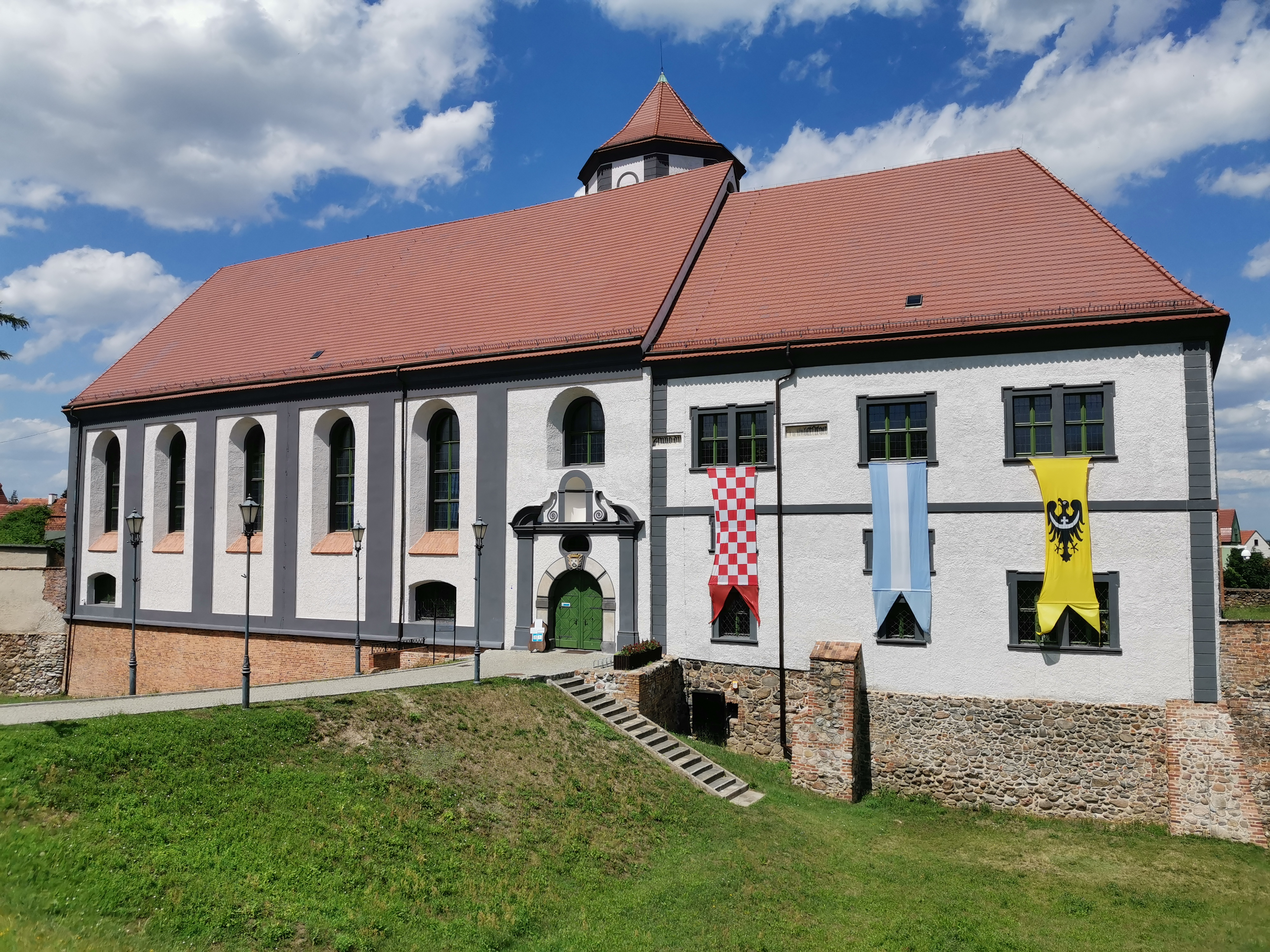
Castelo em Kożuchów

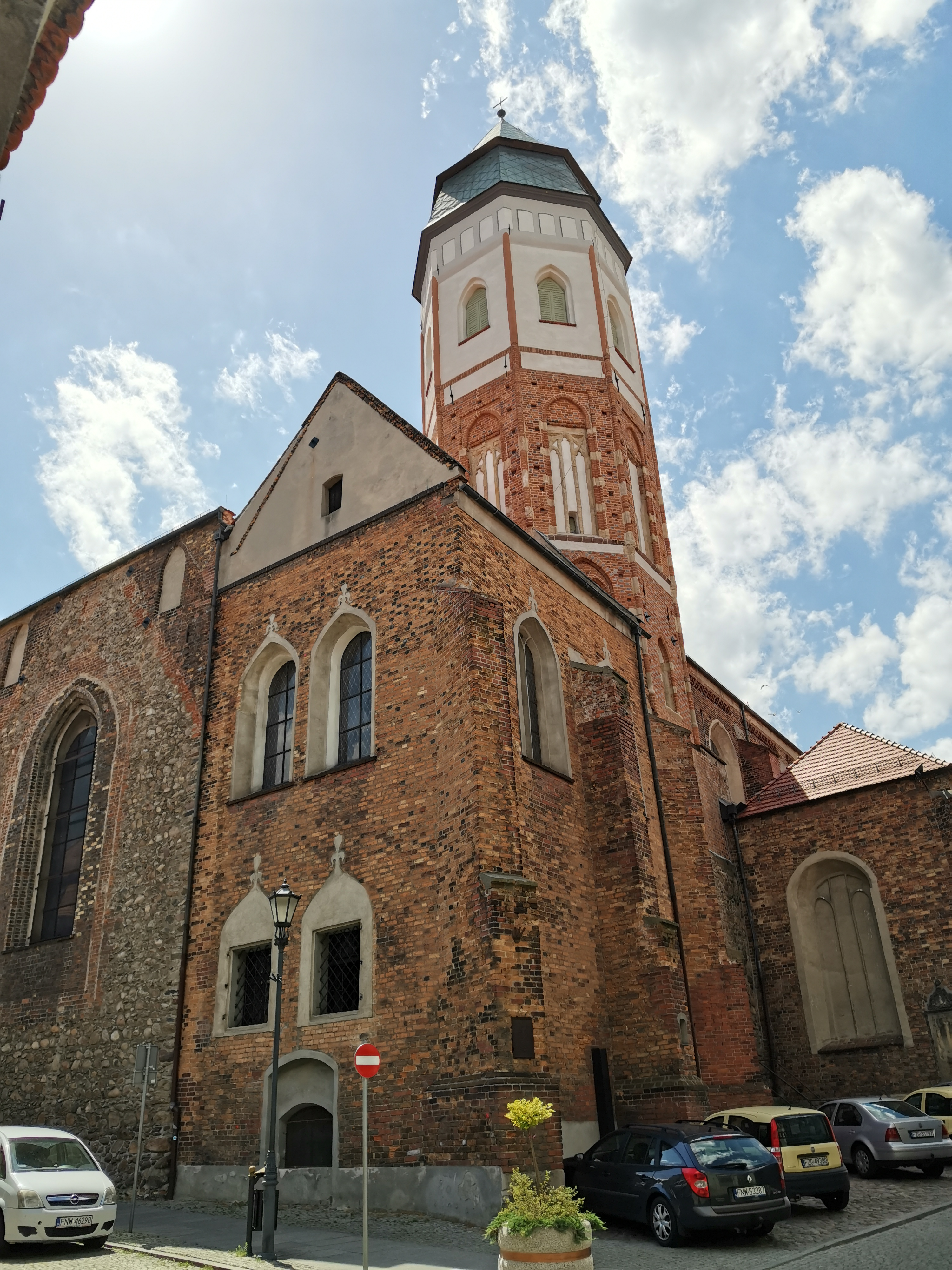
Igreja da Purificação da Bem-Aventurada Virgem Maria

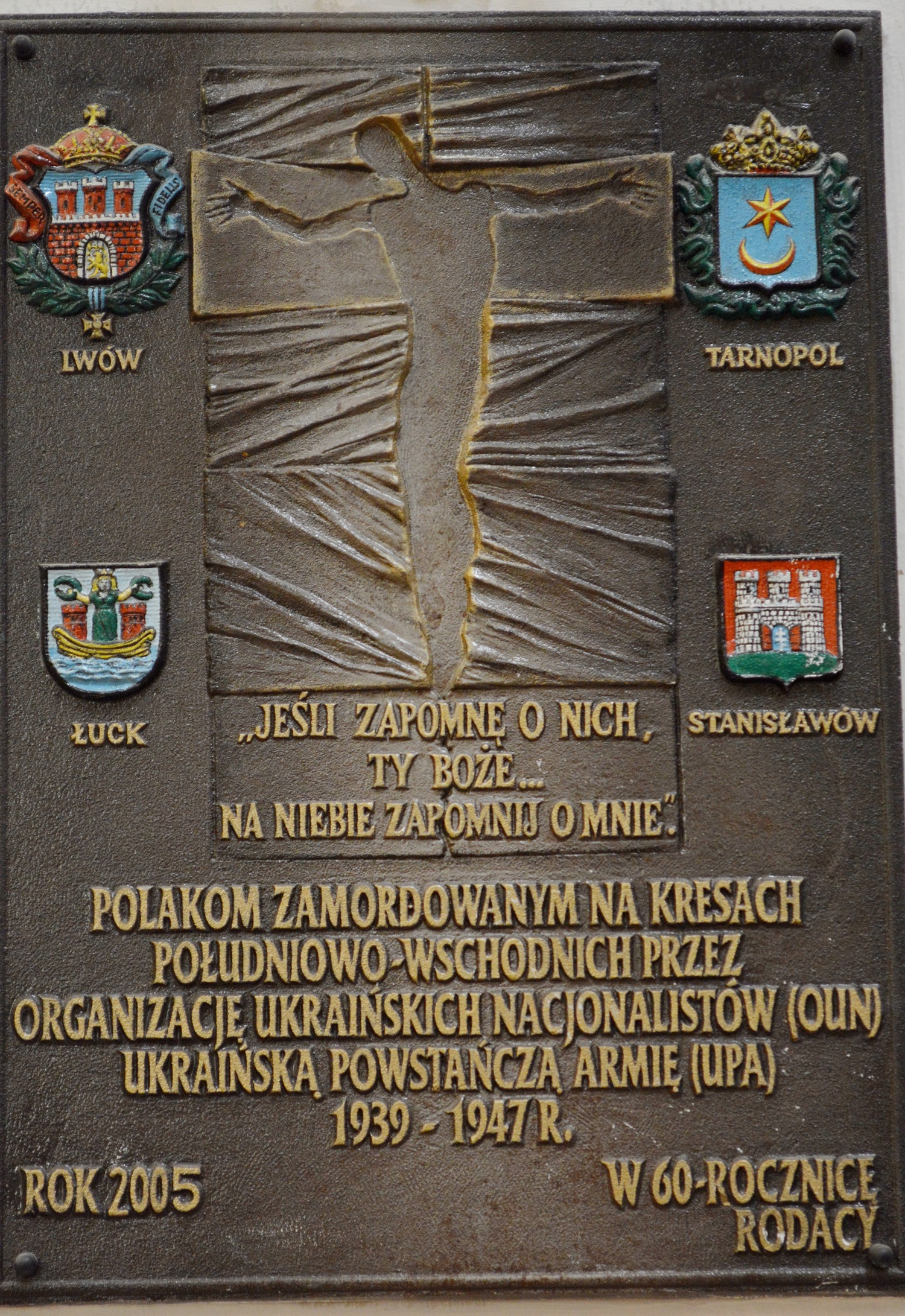
Placa na igreja paroquial comemorando o genocídio de poloneses realizado pelo Exército Insurreto Ucraniano

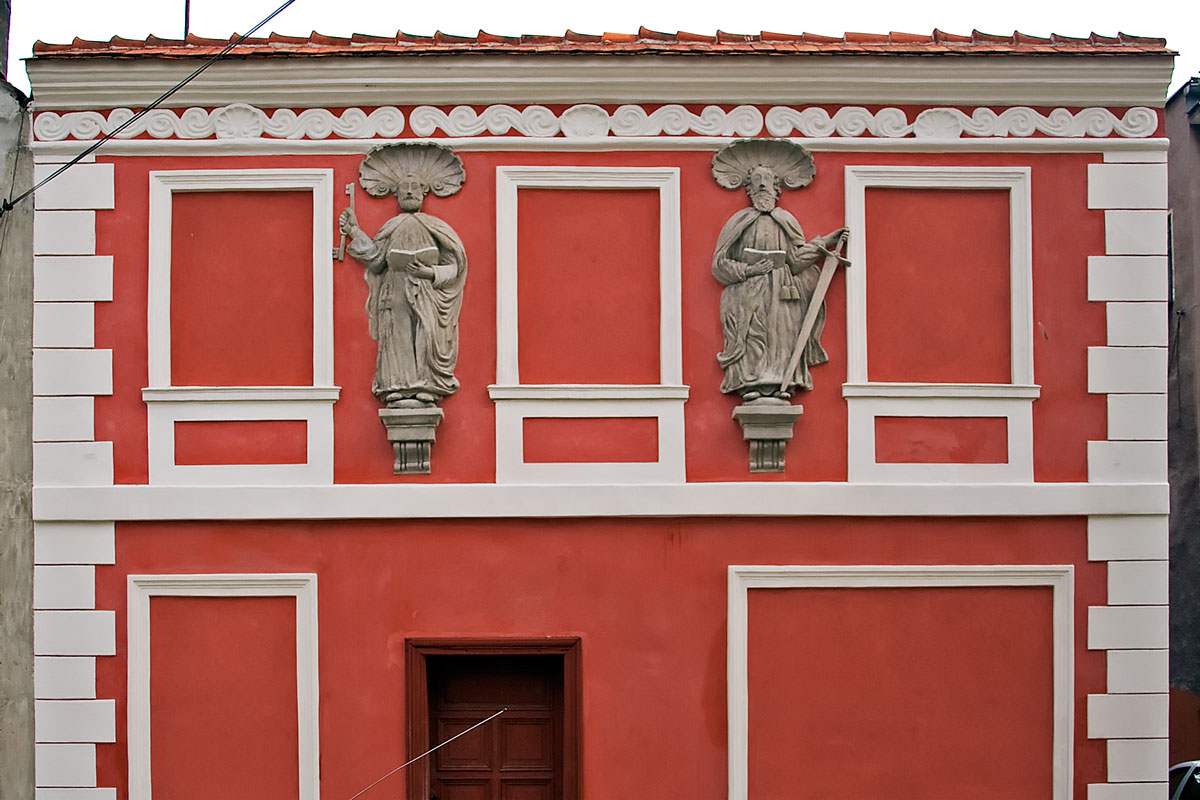
Prédio com estátuas de São Pedro e São Paulo

O registro provincial de monumentos inclui:
- Complexo urbano-paisagístico da cidade, que data de meados dos séculos XIII a XIX. A parte histórica da cidade consiste em um complexo arquitetônico e urbano com casas em terrenos que datam do século XII, uma igreja, um castelo e uma prefeitura, bem como muralhas defensivas razoavelmente bem preservadas que cercam a parte antiga da cidade. O traçado urbano da cidade é protegido pelo Conservador de Monumentos da Voivodia da Lubúsquia. Uma grande parte da cidade também está localizada na chamada “zona de proteção de conservação”, dificultando significativamente os investimentos nessa parte da cidade. Os edifícios residenciais na parte antiga de Kożuchów incluem muitas casas históricas que datam do século XVI ao início do século XX. O complexo de casas históricas compreende mais de 270 edifícios.
- Igreja paroquial, dedicada à Purificação da Bem-Aventurada Virgem Maria, foi construída no século XIII como um modesto edifício de pedra com uma única nave (segundo a lenda, ela teria sido fundada por Boleslau III já em 1125). Várias reconstruções, modernizações e extensões resultaram na igreja atual, um edifício de três naves de pedra e tijolos. O corpo principal da igreja é em estilo gótico, a torre e seu telhado são em estilo barroco, enquanto a abóbada da nave e o presbitério foram reconstruídos no Renascimento, na praça Matejki.
- Igreja do Espírito Santo, fundada como uma igreja hospitalar no século XIV. A igreja é um edifício de pedra e tijolo no estilo gótico tardio, rua Maja, 1.
- Complexo de estações marianas na estrada para Mirocin (5 santuários à beira do caminho), do século XVII
- Cemitério evangélico da Santíssima Trindade (lapidarium), fundado no século XVII. Ele contém mais de 200 lápides antigas dos séculos XVII, XVIII e XIX. O lapidário do cemitério evangélico é um dos mais impressionantes da Polônia, rua Maja, 1
  - Catorze capelas funerárias
- Parque da cidade, do final do século XIX
- Castelo, a residência de Kożuchów foi construída entre os séculos XIII e XIV e teve várias finalidades, bem como vários proprietários. O castelo foi uma residência ducal, um mosteiro da Ordem do Carmo, um arsenal e a sede das famílias mais proeminentes. A antiga torre gótica foi reconstruída e incorporada à ala oeste e todo o castelo passou por uma extensa reconstrução pelos últimos proprietários do castelo — a Ordem Carmelita. Atualmente, o edifício de quatro alas com um pátio quadrado é um dos edifícios mais interessantes de Kożuchów e, ao mesmo tempo, a sede do Centro Cultural “Zamek” em Kożuchów
- Muros defensivos, o primeiro anel de muros de pedra foi construído na virada dos séculos XIII e XIV e era cercado por um fosso de 20 m de largura. No século XV, todo o anel de fortificações foi erguido. A cidade era acessada por três portões (Głogowska, Żagańska e Krosno) e, a partir da segunda metade do século XV, por quatro portões, demolidos em 1819. Os únicos remanescentes dos portões são a Torre do Portão de Krosno
  - Torre do Portão de Krosno — na parte noroeste da cidade, era um portão pelo qual passava a estrada em direção a Krosno Odrzańskie. É um bastião de pedra de três andares com brechas (coloquialmente chamado de “a torre” pelos habitantes locais). Atualmente, parte do edifício foi convertida em apartamentos, e a parte restante abriga a Câmara Regional, com uma coleção de memorabilia e exposições relacionadas a Kożuchów
- A prefeitura mais antiga de Kożuchów, datada do século XIV, era provavelmente um prédio de madeira que queimou durante o incêndio da cidade em 1488. A próxima prefeitura foi construída em estilo gótico tardio em 1489 como um prédio de tijolos de dois andares. Ela foi reconstruída várias vezes em 1554, 1637 e 1769 após sucessivos incêndios na cidade. No século XIX, foi reconstruída para dar a ela um caráter neoclássico. Durante a Segunda Guerra Mundial, a prefeitura foi destruída. Entre 1963 e 1969, ela foi reconstruída sobre os restos da parede gótica no lado norte e a parede leste neoclássica do século XIX. Essas relíquias foram combinadas com a arquitetura contemporânea moderna. A torre gótica da prefeitura também foi reconstruída após ter desmoronado em 1963
- Complexo do palácio — após a última conflagração da guerra, o parque, o portal barroco, a guarita do palácio, os edifícios agrícolas do século XIX e o portão da fazenda dos séculos XVIII e XIX foram preservados.
  - Palácio
  - Parque da mansão, agora com o nome de Poniatowski
- Casas na rua Chopina, 1, 3/4 e 14, do século XVIII/XIX
- Casas na rua Daszyńskiego, 5, 9, 25, 27, do século XVII, século XVIII, século XIX, após 1945
- Casas na rua Drzymały, 3, 6, início do século XX
- Casas, praça Ewangelicki 1/2, 3/4, 5/6, 8, século XVIII — século XIX
- Casas, praça Garbarska 9, 11, 15 com anexo, 23, 39, meados do século XIX, século XX
- Casas, rua Głogowska, 2, 3, 5, 6, século XVIII/século XIX
- Casas na rua Klasztorna 6, 8, 10, 12, 2 / Legnicka 1, do século XVIII ao século XIX. Uma das casas da rua Klasztorna, possui uma fachada histórica preservada, ricamente decorada, representando baixos-relevos de São Pedro e São Paulo. A fachada remonta ao século XVIII. Em 2006, foram realizadas obras de conservação.
- Casas, rua Kopernika, 1, 6a, do século XVIII/XIX
- Casas, rua Kościelna, 1, 2, 3, 5, 6, 7, 11, 15, 17, 19, século XVIII, do século XIX.
- Casas, rua Legnicka, 3, 5, 7, 9, 11, 12, 13, 15, 17, 18 — Daszyńskiego, do século XVII, do século XVIII, do século XIX / XX
- Casa, rua Limanowskiego 4a, do século XVIII/século XIX
- Casas, rua 1 Maja, 1, 2, 3, 4, 5, 6, 7, 8, 9, 10, 11, 12, 13, 14, 15, 17, 18, 19, 21, 22, 23, 26, 37, 39, 47, mansão com anexo e jardim, século XVII, século XVIII/século XIX, século XX
- Casas, rua Matejki, 1, 3, — casa paroquial 4, do século XV, século XVIII, século XX
- Casas, rua Moniuszki, 1, 2, 4, 6, 8, século XVIII, século XIX, início do século XX
- Casas, rua Obywatelska, 2, 4, 6, 8, 10, 12, século XVIII/século XIX
- Casas, rua Okrzei, 1, 2, 3 e 3a, 4, 6, 7, 8, 11, de tijolo e enxaimel, do século XVIII/século XIX
- Casas geminadas na Praça do Mercado — três andares, em lotes com origens medievais. Em algumas elevações, portais do período renascentista foram preservados:
  - Casas, na Praça do Mercado 1, 2 e anexo, 3, 4, 5, 6, 7, 8, 9, 10, 11, 12, 13, 14, 15, 16/17, 18, 19, 26, 28 com anexo, 29, 30, 31, do século XVI, século XVIII/século XIX
- Casa, rua Spacerowa, 2, século XVIII, início do século XX
- Casas, rua Szprotawska 1, 6, 11,12, 13, 23 (igreja ortodoxa de Todos os Santos), 25, 27, final do século XIX, início do século XX
- Casa, rua Traugutta, 1/2, 3, 11, 13, 15, 25, 27, do século XIX/século XX
- Casas, rua Zielonogórska, 5a, 6, 10, 11, 13, 14, 16, 20, do século XVIII/século XIX
- Casa, rua Zygmuntowska, 29, em enxaimel, do século XVIII/século XIX
- Casa, rua Żagańska, 44, em enxaimel, de meados do século XIX
- Torre de água, erguida em 1908 no ponto mais alto da cidade (111,80 m acima do nível do mar) na rua Szprotawska. É um edifício de tijolos de clínquer com 38,90 m de altura, que lembra o estilo dos edifícios defensivos medievais. O eixo cônico, construído em um plano circular, suporta um tanque do tipo Intze. A torre ainda está em uso como originalmente planejado

Outros monumentos:
- Torre da igreja evangélica — um remanescente de uma das seis igrejas protestantes da Silésia, que fica sozinha perto do centro histórico. Nos anos de 1709 a 1710, uma igreja evangélica foi construída fora dos muros da cidade, mas, conforme planejado (como todas as outras igrejas da fé), ela não tinha uma torre. A torre (ainda preservada hoje) só foi construída em 1826. O alto custo do direito de construir a igreja (95 mil florins) significava que um prédio de tijolos não poderia ser construído. Originalmente, portanto, era um prédio de enxaimel com planta em cruz grega, que só foi revestido com tijolos em 1831 e 1857–1859. Após a Segunda Guerra Mundial, a igreja ainda serviu aos evangélicos até 1950, mas foi entregue à paróquia ortodoxa devido à diminuição do número de fiéis. Em 1962, ela foi usada como armazém de grãos. A igreja foi demolida em 1968, mas a torre sobreviveu e continua de pé até hoje.
- Estátua mariana de 1736, fundada pelo conselheiro König e colocada na ponte Żagań, na parte oeste da cidade, na rua Maja 1. Ela fica exatamente no meio da ponte, embora isso possa não ser tão óbvio hoje em dia, uma vez que parte do antigo fosso foi enterrado (os arcos do vão emparedado ainda são visíveis). Em um pilar de tijolos que chega até o fundo do fosso, há um plinto de arenito com três partes e um parapeito. Acima da cornija há uma inscrição em latim: Omnes in Adam peccaverumt / En Mater ad sum nom peccari (em Adão tudo era pecado, eis a mãe que não tem pecado). No pedestal, uma figura pisoteando uma serpente com uma maçã na boca.
- Estátua de São João Nepomuceno, datada de 1715, que ficava na ponte Zielonogórski com arcadas. Após sua demolição na virada do século XIX, a estátua foi transferida e agora está localizada perto da Torre de Krosno, na parte noroeste das antigas fortificações da cidade. No pedestal de duas partes, há uma figura do santo em contraponto, em trajes típicos, com um barrete na cabeça e um crucifixo apoiado em seu ombro esquerdo. Na frente do plinto, um medalhão com a inscrição: “A / M.D.G / B.V.M / S.I.N / s.s. / F.A.S / 1715” (Ad / Maiorem Dei Gloriam / Beatae Virginis Mariae / Sancti Ioannis Nepomuceni / sumptibus suis / F.A.S / 1715 – Para a glória de Deus, da Santíssima Virgem Maria, de São João Nepomuceno, às custas da F.A.S. no ano de 1715).
- Uma cruz de pedra monolítica em Mirocin Dolny — possivelmente do final da Idade Média, localizada na floresta entre Mirocin Dolny e Kożuchów, medindo 138 x 68 x 22/34 cm. Feita de conglomerado.

## Economia
Kożuchów é um centro regional industrial e de serviços.

### Comércio
Em Kożuchów, há pontos de serviço, lojas e outras instalações comerciais, postos de gasolina, postos de serviço para veículos, oficinas mecânicas e elétricas, vários armazéns, filiais de bancos, seguradoras e empresas de leasing. Há uma agência de correios, uma delegacia de polícia, um corpo de bombeiros, um centro de saúde, clínicas ambulatoriais, uma casa de repouso e consultórios médicos, bem como um mercado municipal na rua Kolorowej.

### Zona industrial
No lado norte da cidade, uma nova zona industrial de 34 hectares foi criada na estrada provincial n.º 283, aguardando investidores. A zona inclui uma estação de tratamento de esgoto recém-construída e uma loja de materiais de construção, PSB Mrówka.

## Cultura
Há várias instituições na cidade que constituem a base cultural de Kożuchów. São elas:
- Centro Cultural “Zamek” — que realiza e organiza muitos eventos artísticos e culturais, como, por exemplo, Dias da Terra de Kożuchów, Torneio de Cavaleiros, eventos artísticos ao ar livre, várias exposições, festas de fim de ano e bailes ocasionais.[16]

Seções e círculos que operam no Centro Cultural “Zamek”:
1. Estúdios de arte:
  1. Oficina de arte
  2. Oficina de alfaiataria
2. Câmara Regional — na Torre Krosno, com uma coleção de memorabilia e exposições relacionadas a Kożuchów

- Instituição de ensino extracurricular Grupo folclórico “Lubuskie Słoneczko” — o grupo se apresenta em muitos palcos nacionais e estrangeiros, já se apresentou em muitos países europeus e ganhou muitos prêmios.
- Biblioteca pública da cidade e da comuna de Kożuchów[18]

Eventos cíclicos realizados na cidade:
- Dias da Terra de Kożuchów — desde 1976 (final de maio).[19]
- Torneio de cavaleiros — desde 1996 (combinado com os Dias da Terra de Kożuchów).[20]
- Festival Henry — concertos de música clássica na igreja paroquial da Purificação da Bem-Aventurada Virgem Maria desde 2015. (final de agosto)[21]
- Cosuchowia Dance — gala de música Disco polo desde 2016. (final de julho)[22]
- Festival da Maçã — feira de produtos regionais desde 2016. (meados de setembro)[23]

Há também uma filial da Sociedade dos Amantes de Lviv e das Fronteiras do Sudeste em Kożuchów, que organiza vários eventos culturais, incluindo Apresentações Culturais de poloneses das Fronteiras Orientais e Bucovina.

## Esporte
A cidade é a sede do Esporte Clube Municipal de futebol “Korona” Kożuchów (até janeiro de 2009, Esporte Clube Municipal “Polmo” Kożuchów), fundado em 1946, que joga na distrital de Zielona Góra.
Outros clubes esportivos:
- Associações esportivas populares.
- Seção de xadrez na Associação Habitacional “Odrodzenie”.[27]
- Seção de tiro no Complexo da Escola Secundária.
- Clube esportivo de judô UKS Ippon Kożuchów.[28]
- Clube de Caratê Ronin Kożuchów[29]

Desde 2015, o Esporte Clube estudantil SG Kożuchów vem realizando suas atividades. Um clube de voleibol feminino com quase 40 jogadoras. Desde 2018, o clube está cooperando com a Fundação Małgorzata Glinka.

## Lazer
Kożuchów tem uma base recreativa e esportiva razoavelmente bem desenvolvida. Há um estádio municipal e campos recreativos e esportivos na rua Zielonogórska. Há um moderno ginásio esportivo próximo ao Complexo da Escola de Ensino Médio. O segundo salão está localizado na rua Anna Haller. Em 15 de junho de 2009, foram inaugurados dois novos campos esportivos, um no estádio municipal (cofinanciado pelo programa “Moje Boisko — Orlik 2012”) e outro na rua Anny Haller (cofinanciado pelo programa “Blisko Boisko — PZU”). Em 2016, uma piscina municipal foi criada na rua Moniuszki com o orçamento cívico. Em 2019, o estádio da cidade foi ampliado com uma seção de atletismo certificado pela Associação Polonesa de Atletismo.

## Educação

Escolas em Kożuchów
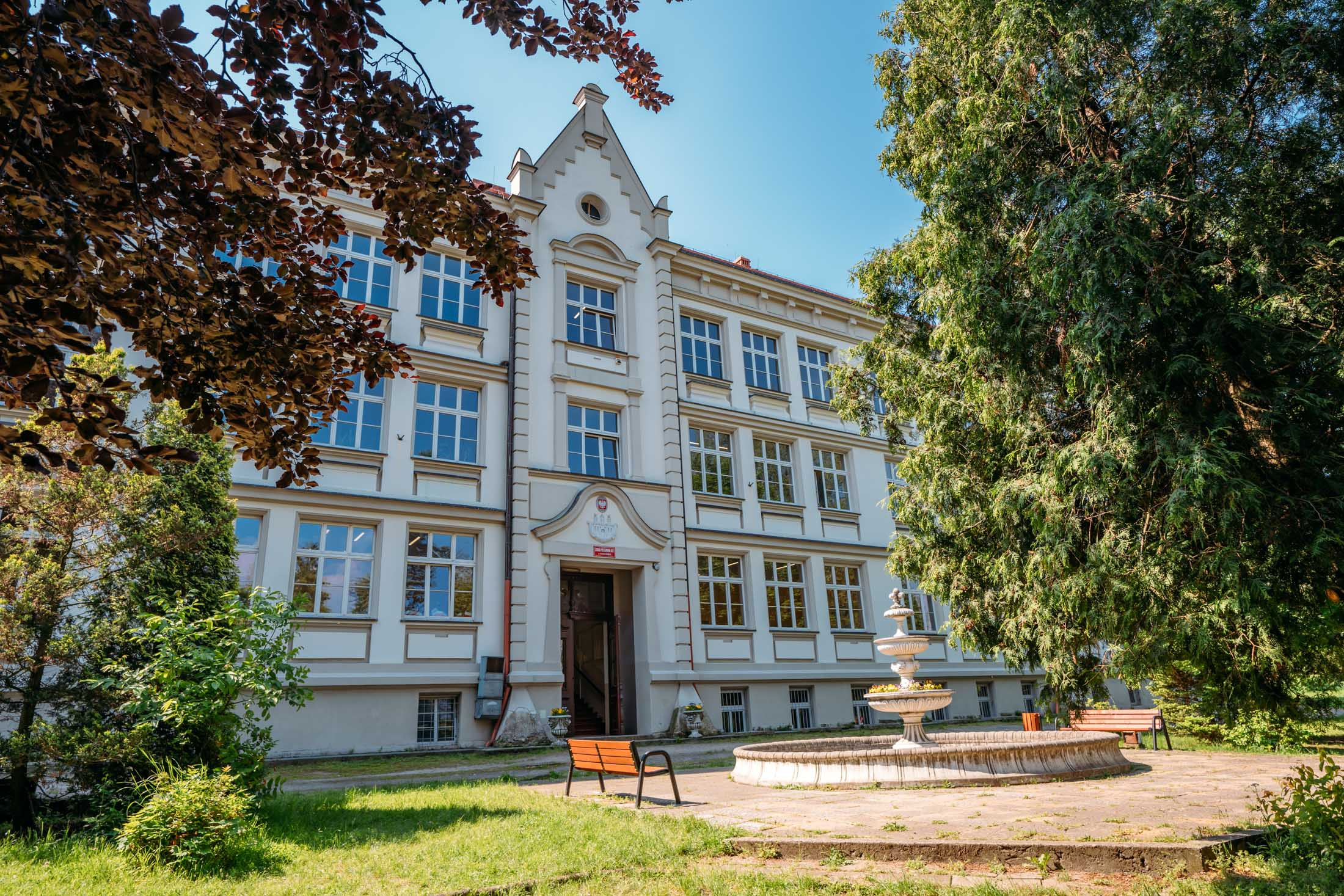
Escola primária n.º 1
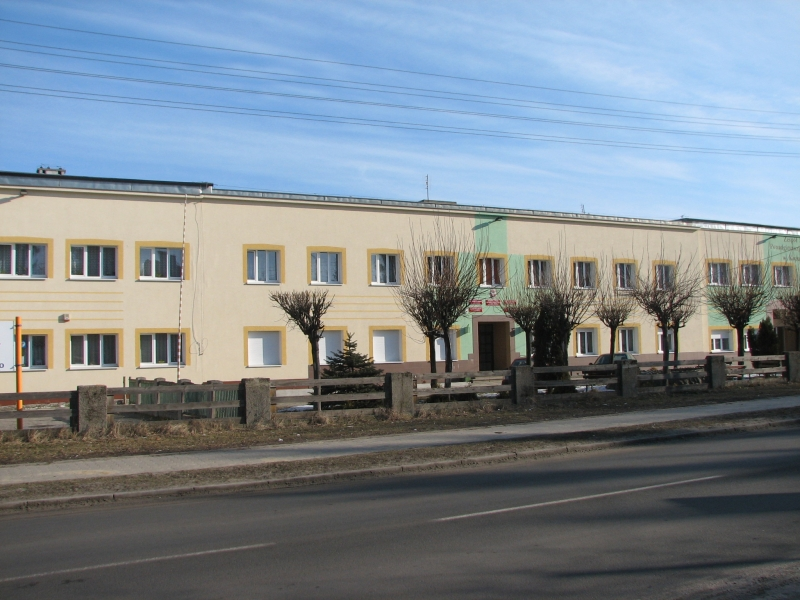
Complexo da escola secundária n.º 5

Há 2 jardins de infância públicos, 3 escolas primárias e 1 escola secundária na cidade e no município de Kożuchów.
Lista de escolas em Kożuchów:
- Escola de ensino fundamental n.º 1 Bolesław Krzywousty, rua Chopina 11[32]
- Escola de ensino fundamental n.º 2, rua 22 Lipca 12[33]
- Escola de ensino fundamental em Mirocin Dolny, 28[34]
- Complexo da Escola Secundária n.º 5 Leszek Kołakowski, rua 22 Lipca 5[35]

Jardins de infância:
- Jardim de infância municipal n.º 1 em Kożuchów, rua 22 Lipca 45[36]
- Jardim de infância municipal n.º 3 em Kożuchów, rua Górska 17[37]
- Jardim de infância “Ochronka”, administrado pelas Irmãs de Santa Isabel, rua Konopnickiej 13[38]

## Comunidades religiosas

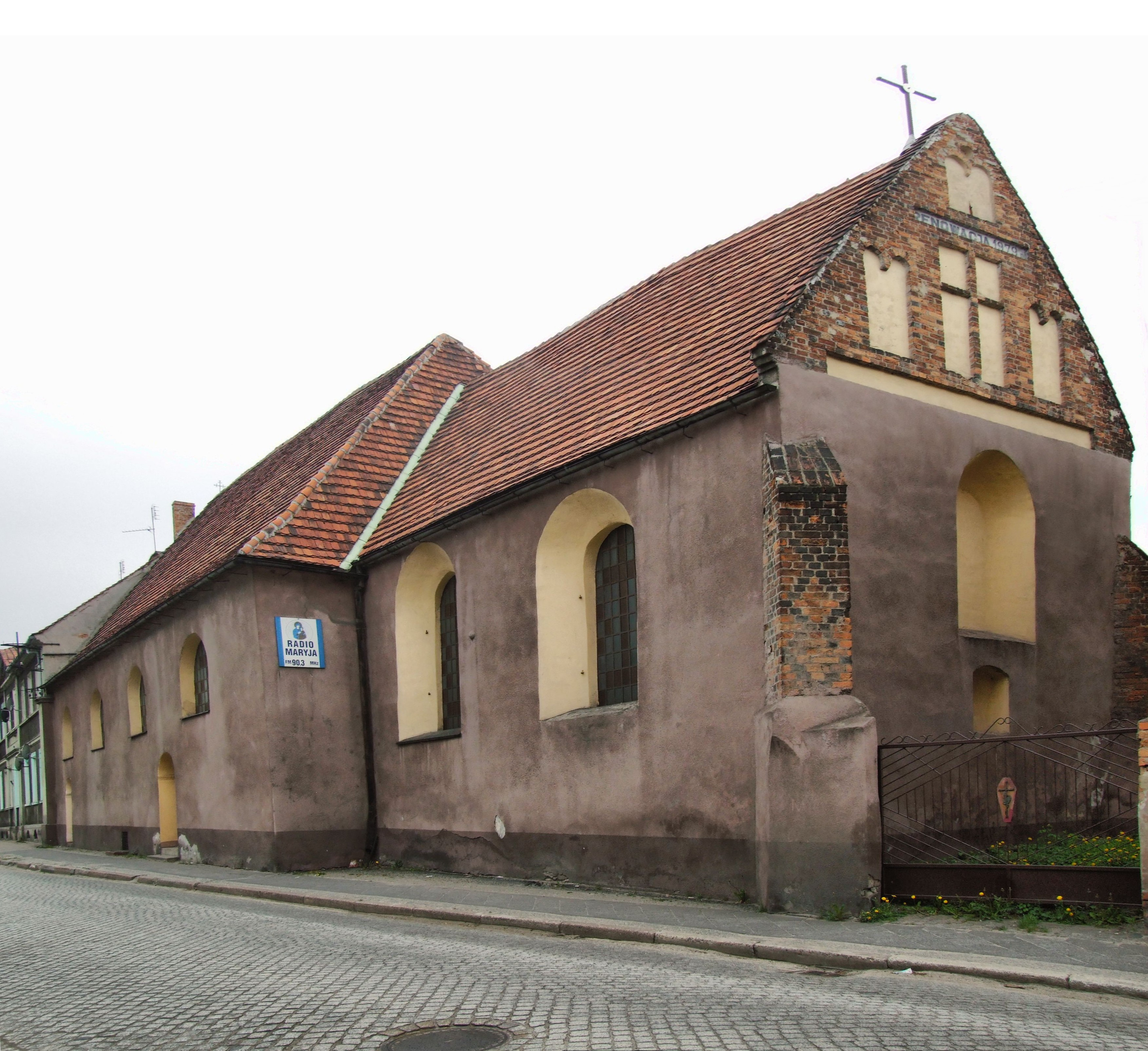
Igreja do Espírito Santo

As seguintes igrejas e associações religiosas realizam atividades na cidade:
- Igreja Católica de Rito Latino:
  - Paróquia de Nossa Senhora da Candelária, rua Matejki 3[39]
- Igreja Evangélica-Augsburg na República da Polônia:
  - Filiał em Kożuchów
- Igreja Pentecostal na Polônia:
  - Igreja em Kożuchów, rua Klasztorna 10
- Igreja Ortodoxa Polonesa:
  - Paróquia de Todos os Santos (Igreja Ortodoxa de Todos os Santos)[40]
- Testemunhas de Jeová:
  - Igreja em Kożuchów (Salão do Reino, rua Stefana Żeromskiego 13)